# Thylacine
Thylacine (deutsch Beutelwolf) ist der Name eines seit 2004 bestehenden Schweizer Künstler-Duos. Es wird gebildet durch Mischa Düblin (* 1973, Basel) und Fabian Unold (* 1977, Aarau). Die beiden realisieren orts- und kontextspezifische Werke, sie arbeiten in Basel und Zürich.

## Biografie
Von 2004 bis 2008 studierten Düblin und Unold Bildende Kunst an der Zürcher Hochschule der Künste (2007–2008) und der F+F Schule für Kunst und Design (2004–2007). Seit 2004 nehmen sie regelmässig an Ausstellungen im In- und Ausland teil. 2011 waren sie auf Einladung von Alain Bieber und Arte Creative an der Art Cologne in Köln vertreten. 2018 waren sie zusammen mit dem Schweizer Künstler Roman Signer in der Jubiläumsausstellung «Es könnte ein Jubiläum sein» im Artachment in Basel präsent.

## Werk
Ohne sich auf ein Medium oder eine Form festlegen zu wollen, ergibt sich durch das situationsbedingte Arbeiten des Duos eine Tendenz zum Performativen und zur Installation. Ihre Arbeiten widmen sich dem Kontrast zwischen Kunst und Leben. Auch das Spiel mit dem Publikum oder der Miteinbezug von weiteren Schauspielern oder Performerinnen sind möglich. Soziale Gefüge und ökonomische Mechanismen stehen im Zentrum von Thylacines Interesse. Ihre Kunst will nicht in den White Cube, sie funktioniert nicht in und für sich, sondern immer in Beziehung zur realen Welt. Kritisch, politisch und mit einer guten Prise Humor widmen sich die beiden bestimmten Berufsgruppen, untersuchen gesellschaftliche Machtstrukturen und machen sich diese Begebenheiten auch gerne mal zu eigen.

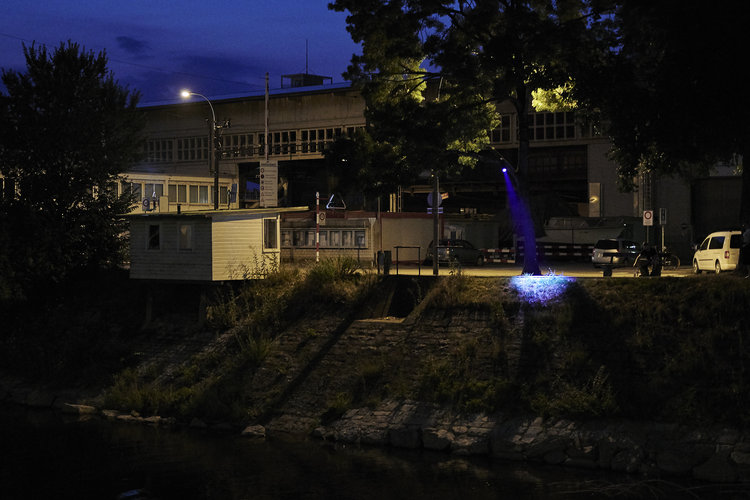
Schein, Installation, 2018
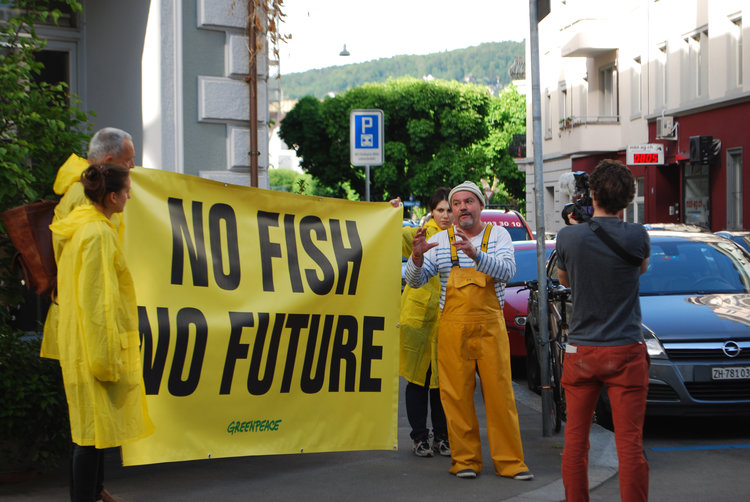
No Fish, No Future, Performance, 2014
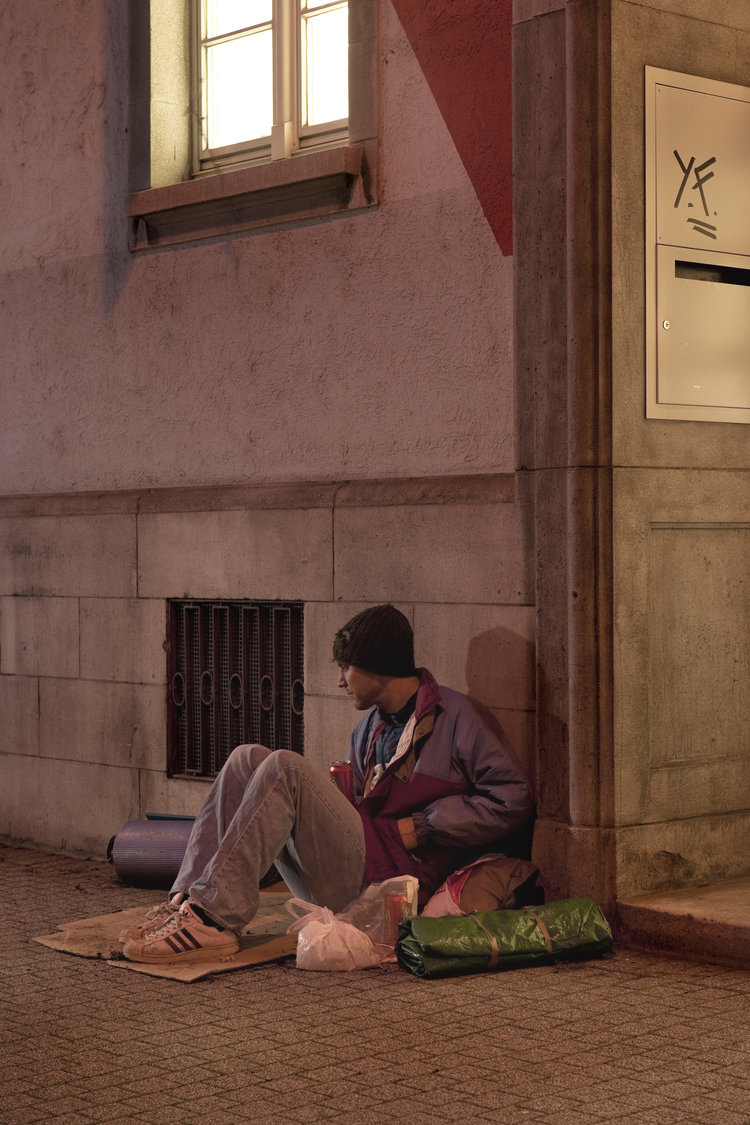
On the Floor, Fotografie, 2010
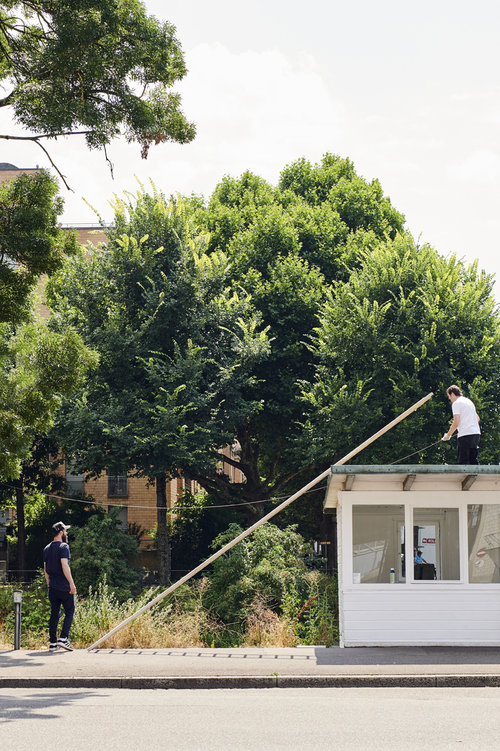
Thylacine – Mischa Düblin, Fabian Unold (2018)

## Ausstellungen

### Einzelausstellungen (Auswahl)
- 2011: Budget, Piano Nobile, Genève
- 2011: How was your day?, OLM Space, Neuchâtel
- 2010: Wile E. Coyote II, Planke im Kaskadenkondensator, Basel
- 2007: Keep Fishin’, Artachment, Basel
- 2006: Wartesaal, ArtBox, Thalwil

### Gruppenausstellungen (Auswahl)
- 2018: Schein in «Es könnte ein Jubiläum sein», Artachment, Basel
- 2015: Öffnung in «zürich moves! Eternal One-Night Stand», Random Institute, Zürich
- 2014: No Fish, No Future in «Tout est bon dans le poisson», Réunion, Zürich
- 2012: Tourists, Performance Reihe Neu-Oerlikon 2012, Zürich
- 2011: Name Badge, Regionale 12, Ausstellungsraum Klingental, Basel
- 2011: Here you get help., Art Entertainment & Desire, Kaserne Basel, Basel
- 2011: Embrace, ARTE Creative, Art Cologne, Köln
- 2011: On the Floor, Regionale 11, Kunstverein Freiburg, Freiburg
- 2010: Sale!, Swiss Art Awards, Messe Basel, Basel
- 2009: Rein & Clean in «Private View Orlando Guier», Neue Galerie, Bern
- 2008: Stille Wasser in «Soirée Court Métrage», Neue Galerie, Bern
- 2008: Tertia Domus in «Bilder und Klänge», Universität Zürich, Zürich
- 2007: Schweigeminute, Kunst und Bau im Stadion Letzigrund, Zürich
- 2006: Controlling in «Sprung ins kalte Wasser», Shedhalle, Zürich
- 2006: Do-It-Yourself in «Findet mich der Punk?», Les Complices*, Zürich
- 2004: Influence, Dachkantine, Zürich